# ميتشيل كوبر
ميتشيل كوبر (بالإنجليزية: Mitchell Cooper) هو منافس ألعاب قوى أسترالي، ولد في 2 يونيو 1995 في Kippa-Ring, Queensland ‏ في أستراليا.

## وصلات خارجية
- ميتشيل كوبر على موقع الاتحاد الدولي لألعاب القوى (الإنجليزية)
- ميتشيل كوبر على موقع النتائج التاريخية لألعاب القوى الأسترالية (الإنجليزية)